# Hybosorus ruficornis
Hybosorus ruficornis är en skalbaggsart som beskrevs av Karl Henrik Boheman 1857. Hybosorus ruficornis ingår i släktet Hybosorus och familjen Hybosoridae. Inga underarter finns listade i Catalogue of Life.